# Daniel Mancinelli

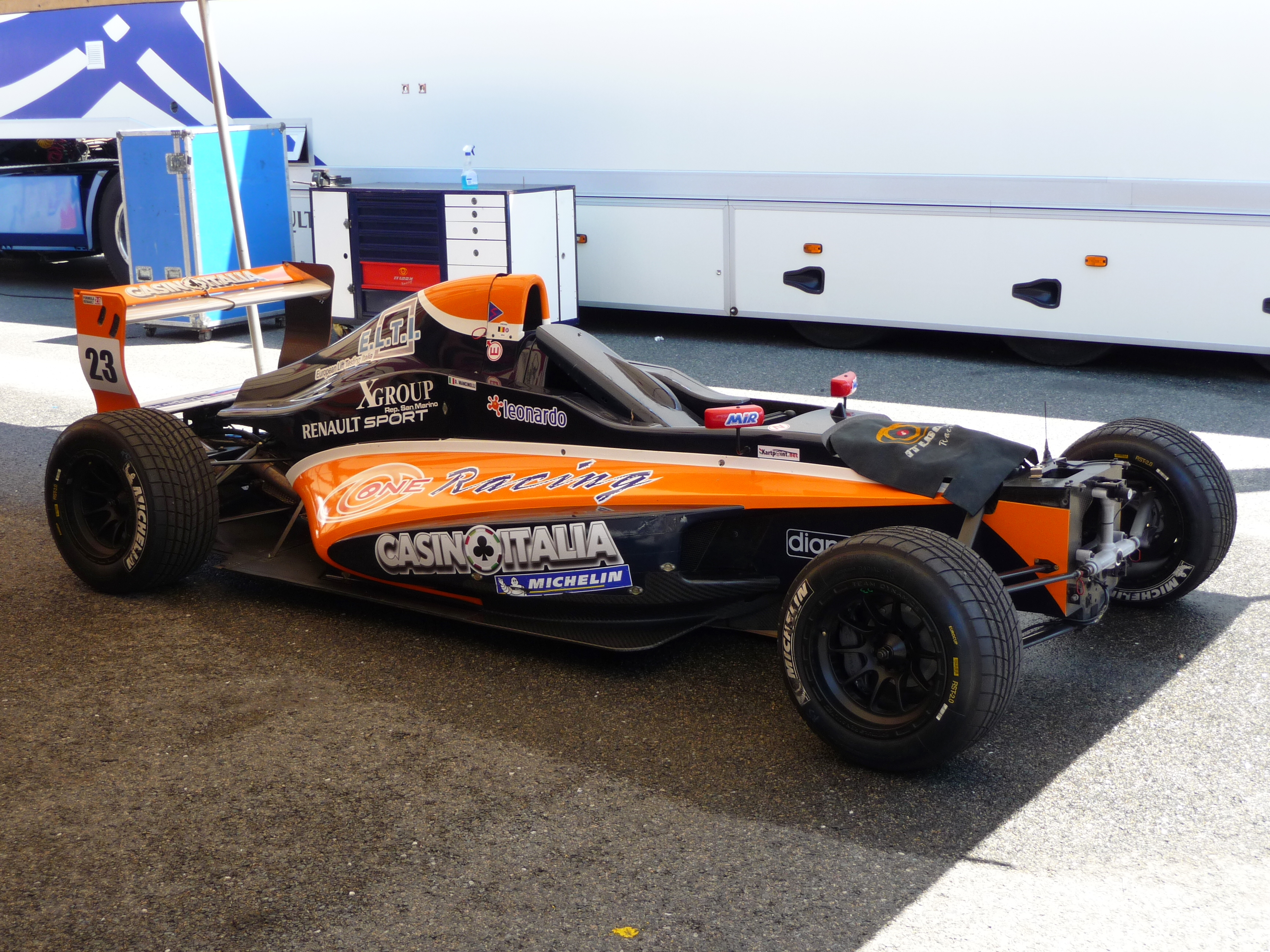
Einsatzfahrzeug im Formel Renault 2.0 Eurocup 2010

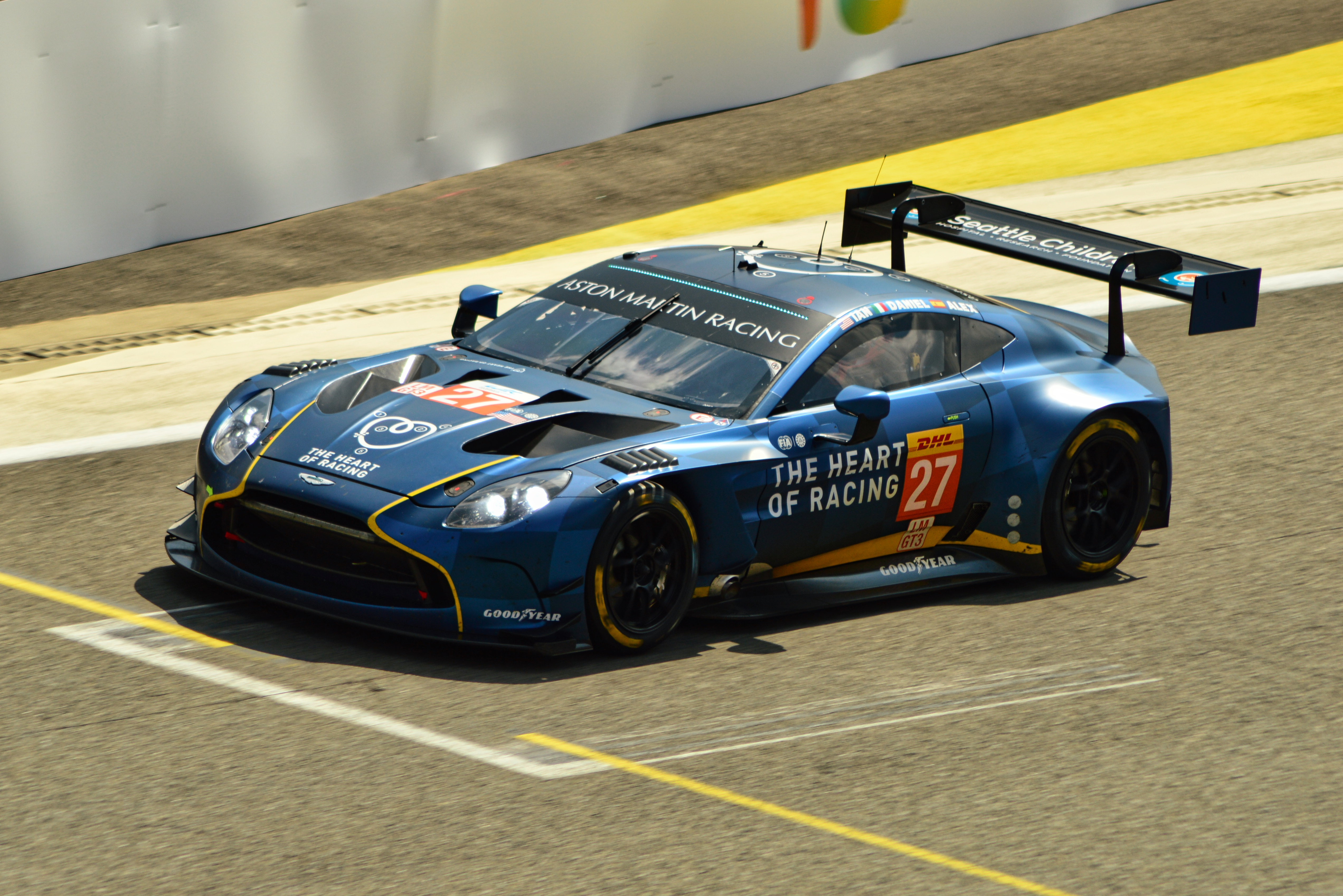
Der von Daniel Mancinelli beim 24-Stunden-Rennen von Le Mans 2024 gefahrene Aston Martin Vantage AMR GT3 Evo

Daniel Mancinelli (* 23. Juli 1988 in San Severino Marche) ist ein italienischer Rennfahrer. Er trat 2012 im italienischen Porsche Carrera Cup an.

## Karriere
Mancinelli begann seine Motorsportkarriere im Kartsport und war bis 2008 in dieser Sportart aktiv. Bereits ab 2006 trat er außerdem im Formelsport an. Er nahm an vier Rennen der Formel Azzurra teil und erzielte dabei eine Podest-Platzierung. 2007 bestritt er die komplette Saison der italienischen Formel Renault, die er auf dem 16. Gesamtrang beendete. 2008 trat Mancinelli in mehreren Rennserien an. Sein Hauptaugenmerk lag dabei auf der internationalen Formel Master, in der er für verschiedene Teams fuhr. Mit einem zweiten Platz als bestes Ergebnis schloss er die Saison als 13. der Meisterschaft ab. Darüber hinaus nahm Mancinelli erneut an einigen Rennen der italienischen Formel Renault teil und debütierte in der italienischen Formel-3-Meisterschaft, in der er auf Anhieb als Dritter auf dem Podium stand. Im Anschluss an die reguläre Saison gewann er die Wintermeisterschaft der italienischen Formel Renault. Neben seinem Engagement im Formelsport gab Mancinelli sein Debüt im GT-Sport und nahm an einer Veranstaltung des italienischen Porsche Carrera Cups teil.
2009 trat Mancinelli für One Racing in der italienischen Formel Renault an. Er erzielte sechs Siege und gewann den Meistertitel. Darüber hinaus startete er für sein Team zu einigen Rennen des Formel Renault 2.0 Eurocups. Diese Meisterschaft beendete er auf dem 19. Gesamtrang. 2010 ging Mancinelli für das Team Ghinzani in der italienischen Formel-3-Meisterschaft an den Start. Er gewann zwei Rennen, stand insgesamt sieben Mal auf dem Podest und wurde Vierter in der Meisterschaft. Außerdem nahm er in diesem Jahr für One Racing an zwei Veranstaltungen des Formel Renault 2.0 Eurocups teil. 2011 wechselte Mancinelli innerhalb der italienischen Formel-3-Meisterschaft zu RP Motorsport und gewann den Saisonauftakt. Nach der ersten Saisonhälfte stieg das Team aus der Meisterschaft aus und Mancinelli war ohne Cockpit. In der Gesamtwertung wurde er Elfter. Er wechselte schließlich zu RSC Mücke Motorsport in die GP3-Serie. Er nahm an zwei Veranstaltungen teil. Die Saison schloss er auf dem 35. Gesamtrang ab.
2012 verließ Mancinelli den Formelsport und wechselte in den GT-Sport in den italienischen Porsche Carrera Cup zu MIK Corse.

## Statistik

### Karrierestationen
| - 2006: Formel Azzurra - 2007: Italienische Formel Renault (Platz 16) - 2008: Internationale Formel Master (Platz 13) - 2008: Italienische Formel 3 (Platz 13) - 2008: Italienische Formel Renault (Platz 15) | - 2008: Italienische Formel Renault, Winterserie (Meister) - 2008: Italienischer Porsche Carrera Cup (Platz 15) - 2009: Italienische Formel Renault (Meister) - 2009: Formel Renault 2.0 Eurocup (Platz 19) - 2010: Italienische Formel 3 (Platz 4) | - 2010: Formel Renault 2.0 Eurocup (Platz 19) - 2011: Italienische Formel 3 (Platz 11) - 2011: GP3-Serie (Platz 35) - 2012: Italienischer Porsche Carrera Cup |

### Le-Mans-Ergebnisse
| Jahr | Team                 | Fahrzeug                         | Teamkollege | Teamkollege  | Platzierung | Ausfallgrund |
| ---- | -------------------- | -------------------------------- | ----------- | ------------ | ----------- | ------------ |
| 2023 | Northwest AMR        | Aston Martin Vantage AMR         | Ian James   | Alex Riberas | Rang 33     |              |
| 2024 | Heart of Racing Team | Aston Martin Vantage AMR GT3 Evo | Ian James   | Alex Riberas | Ausfall     | Unfall       |

### Einzelergebnisse in der FIA-Langstrecken-Weltmeisterschaft
| Saison | Team              | Rennwagen                    | 1   | 2   | 3   | 4   | 5   | 6   | 7   | 8   |
| ------ | ----------------- | ---------------------------- | --- | --- | --- | --- | --- | --- | --- | --- |
| 2023   | Northwest AMR     | Aston Martin Vantage AMR     | SEB | POR | SPA | LEM | MON | FUJ | BAH |     |
| 2023   | Northwest AMR     | Aston Martin Vantage AMR     |     |     | 26  | 33  |     | 29  | 24  |     |
| 2024   | Heart Racing Team | Aston Martin Vantage AMR GT3 | KAT | IMO | SPA | LEM | SAO | AUS | FUJ | BAH |
| 2024   | Heart Racing Team | Aston Martin Vantage AMR GT3 | 17  | 22  | 26  | DNF | 20  | 16  | 21  | 25  |